# بی‌پازاری
بی‌پازاری (به ترکی استانبولی: Beypazarı) شهری است در کشور ترکیه که در استان آنکارا واقع شده‌است. جمعیت این شهر بر اساس سرشماری سال ۲۰۰۸ میلادی ۳۴٬۳۱۹ نفر و بر اساس برآوردهای سال ۲۰۰۹ میلادی ۳۴٬۱۴۲ نفر می‌باشد.